# サイクリンF
サイクリンF（英: cyclin F）は、ヒトではCCNF遺伝子にコードされるタンパク質である。

## 機能
サイクリンFはサイクリンファミリーのメンバーである。サイクリンはサイクリン依存性キナーゼに結合して活性化することで、細胞周期の移行の調節に重要な役割を果たす。サイクリンFはFボックスタンパク質ファミリーにも属し、このファミリーは約40アミノ酸からなるFボックスモチーフを有することで特徴づけられる。Fボックスタンパク質はSCF複合体（SKP1-Cullin-F-box）と呼ばれるユビキチンリガーゼ複合体の4つのサブユニットの1つを構成しており、WD40ドメインを有するFbxw、ロイシンリッチリピートを有するFbxl、そしてこれらとは異なるタンパク質相互作用モジュールを有する、もしくは識別可能なモチーフを持たないFbxoの3つのクラスに分類される。サイクリンFはFbxoに分類され、またFボックスモチーフが最初に同定されたタンパク質の1つである。

## 発見と特性
CCNF遺伝子は1994年に、スティーブン・エレッジの研究室によって出芽酵母Saccharomyces cerevisiaeを用いた実験から最初に発見された。同時期に、Anna-Maria Frischaufの研究室による多発性嚢胞腎の新規候補遺伝子の探索の過程で、新たなサイクリンとしてサイクリンFが同定された。CCNF遺伝子はヒトゲノム上では16p13.3に位置し、17個のエクソンから構成される。この遺伝子にコードされるサイクリンFタンパク質は786アミノ酸から構成され、予測分子量は87kである。サイクリンFはFボックスタンパク質ファミリーの主要なメンバーであり、このファミリーのタンパク質には約40アミノ酸からなるFボックスと呼ばれるモチーフが存在する。
配列や発現パターンの面では、サイクリンFはサイクリンAと最もよく類似している。さらに、PEST配列の存在、タンパク質の量や局在、細胞周期による調節を受けるmRNA、細胞周期やその進行に影響を及ぼすことなど、サイクリンに共通した他の特徴もみられる。サイクリンFはサイクリン依存性キナーゼを必要とせずに細胞周期を監視し、調節することができるという点で、他のサイクリンとは異なる。その代わりにサイクリンFはSCF複合体の基質受容体として機能し、疎水的パッチを介してCP110やRRM2といった下流標的と直接相互作用することがMichele Paganoの研究室によって示されている。

## 発現パターン
サイクリンFのmRNAはヒトの全ての組織で発現しているが、発現量は組織によって異なる。細胞内では核内に最も豊富に存在し、その量は細胞周期の段階によって変動する。発現パターンはサイクリンAとよく類似しており、S期に上昇が始まり、G2期にピークに達する。

## 役割
サイクリンFは、中心体の複製、遺伝子の転写、DNAの合成や安定性、修復に重要なタンパク質と相互作用する。

### RRM2
RRM2はリボヌクレオチドレダクターゼであり、リボヌクレオチドからデオキシリボヌクレオチドへの変換を担う酵素である。デオキシリボヌクレオシド三リン酸（dNTPs）はDNA複製や修復時のDNA合成に必要不可欠である。サイクリンFはRRM2と相互作用して細胞内でのdNTPsの産生を制御し、ゲノム不安定性や変異を回避する。

### CP110
中心体に局在するサイクリンFは、中心体複製に関与するタンパク質CP110の濃度調節に必要である。CP110はG2期にユビキチン化を介した分解によって調節されており、この調節は中心体の複製が細胞周期に1度だけ行われるよう保証しており、有糸分裂の異常の防止に寄与している。

### NuSAP
NuSAPはサイクリンFの基質であり、細胞分裂に関与している。NuSAPは紡錘体の組み立て過程に必要な微小管結合タンパク質であり、その機能は微小管やクロマチンと相互作用して安定化や架橋を形成することである。NuSAPの欠損は有糸分裂中期の染色体整列の異常による変異の増加と関連しており、また過剰なNuSAPは有糸分裂の停止と微小管バンドルの形成をもたらす。サイクリンFはNuSAPの存在量を制御し、適切な細胞分裂に必要不可欠な役割を果たしている。

### SLBP
SLBPは典型的ヒストンやH2A.XをコードしているmRNAを制御するタンパク質であり、ヒストンの代謝を細胞周期と同期させている。G2期にはSLBPはサイクリンFを介して分解され、遺伝毒性ストレス後のH2A.Xの蓄積を制御している。

### E2F
E2F1、E2F2、E2F3aは、E2Fファミリー転写因子の中の典型的アクチベーターである。G2期には、サイクリンFはこれら3つアクチベーター全てを分解の標的とし、それによって細胞周期の進行をもたらす主要な転写エンジンをオフにする。

## 臨床的意義

### 神経変性疾患
CCNF遺伝子の変異は、前頭側頭型認知症（FTD）、筋萎縮性側索硬化症（ALS）、また両者の合併であるALS-FTDといった神経変性疾患との関連が示されている。全ゲノム連鎖解析やゲノム配列解析によって、家族性・孤発性双方のALS患者においてCCNFとの関連が特定されている。CCNFのALS関連変異を用いたin vitroやin vivoでの研究も行われており、特定のCCNF変異ではサイクリンFのユビキチン化活性の増大が引き起こされ、タンパク質の異常なユビキチン化がもたらされていることが明らかにされている。ゼブラフィッシュでは、CCNF変異体は運動神経の軸索変性症や運動応答の低下を示す。CCNF変異型ALS患者由来iPS細胞から作製された運動神経ではユビキチン化タンパク質が増大しており、運動神経のタンパク質廃棄物を除去するための分解経路に必要不可欠な、遊離ユビキチンのプールが減少している可能性が高い。

### がん
サイクリンFの正常な発現は細胞周期のG2期での停止と有糸分裂の防止を誘導するため、がん抑制因子としての役割を持っている。さらに、サイクリンFはRRM2やCP110を介し、中心小体の複製を制御やゲノムの変異頻度の低下をもたらしている。これまでに、ヒトのいくつかのがんでCCNFの変異とRRM2の発現上昇が同定されている。

## 関連文献
- “YAC/P1 contigs defining the location of 56 microsatellite markers and several genes across a 3.4-cM interval on mouse chromosome 11”. Mammalian Genome 6 (5):  321–31. (May 1995). doi:10.1007/BF00364794. PMID 7626882.
- “Human cyclin F”. The EMBO Journal 13 (24):  6087–98. (December 1994). doi:10.1002/j.1460-2075.1994.tb06955.x. PMC 395587. PMID 7813445.
- “SKP1 connects cell cycle regulators to the ubiquitin proteolysis machinery through a novel motif, the F-box”. Cell 86 (2):  263–74. (July 1996). doi:10.1016/S0092-8674(00)80098-7. PMID 8706131.
- “Cyclin F regulates the nuclear localization of cyclin B1 through a cyclin-cyclin interaction”. The EMBO Journal 19 (6):  1378–88. (March 2000). doi:10.1093/emboj/19.6.1378. PMC 305678. PMID 10716937.
- “Cyclin F is degraded during G2-M by mechanisms fundamentally different from other cyclins”. The Journal of Biological Chemistry 277 (38):  35140–9. (September 2002). doi:10.1074/jbc.M205503200. PMID 12122006.
- “Diversification of transcriptional modulation: large-scale identification and characterization of putative alternative promoters of human genes”. Genome Research 16 (1):  55–65. (January 2006). doi:10.1101/gr.4039406. PMC 1356129. PMID 16344560.